# Hilal Altınbilek
Hilal Altınbilek (Esmirna, 11 de febrero de 1991.es una actriz y modelo turca de origen croata por parte de madre y kosovar por parte de padre, conocida por interpretar el papel de Züleyha Altun Yaman en la serie Bir Zamanlar Çukurova.

## Biografía
Hilal Altınbilek nació el 11 de febrero de 1991 en Esmirna (Turquía), de madre de origen croata y padre de origen kosovar, Özdemir Altınbilek. Ella ha estado interesada en el teatro y la actuación desde la escuela primaria.

## Carrera

### Educación
Hilal Altınbilek mientras asistía a la escuela primaria comenzó a actuar en el teatro, con lecciones impartidas por Ali Haydar Elçığ en el Contemporary Drama Ensemble en Esmirna. Después de la secundaria, se matriculó en la facultad de administración de empresas de la Universidad de Ege, donde unos años más tarde obtuvo su título y al mismo tiempo asistió a varios cursos y talleres teatrales, en el que también participó en diversas actuaciones.
Posteriormente, participó en un concurso de belleza, donde logró obtener un título atrayendo la atención de varias marcas. En 2009 y 2010 estudió actuación en el Müjdat Gezen Art Center (MSM) Actor Studio en Estambul.

### Carrera de actuación
Hilal Altınbilek en 2011 hizo su primera aparición como actriz con el papel de İrem en la serie diaria emitida en Fox Derin Sular. De 2013 a 2016 fue elegida para interpretar el papel de Özlem Şamverdi en la serie emitida en Fox Rosa negra (Karagül). En 2016 interpretó el papel de Nil en la serie emitida en Kanal D Hayatımın Aşkı.
En 2018 interpretó el papel de Yeşim en la película Çocuklar Sana Emanet dirigida por Cagan Irmak. De 2018 a 2022 fue elegida para interpretar el papel de Züleyha Altun Yaman en la serie emitida en ATV Bir Zamanlar Çukurova y donde actuó junto a actores como Uğur Güneş, Murat Ünalmış, Vahide Perçin, Kerem Alışık, Furkan Palalı y İbrahim Çelikkol.
En 2023 fue elegida para interpretar el papel de la protagonista Şebnem Gümüşçü en la serie emitida en Fox Şahane Hayatım, junto a los actores Onur Tuna, Yiğit Özşener, Serkan Keskin, Nesrin Cavadzade, Sumru Yavrucuk, Gökçe Eyüboğlu y Timur Acar.

## Vida personal
Hilal Altınbilek de 2021 a 2022 ha estado vinculada sentimentalmente con el escritor Metin Hara. Desde 2022 está vinculada sentimentalmente con el gerente de hotel y empresario Mehmet Can Uzun.

## Filmografía

### Cine
| Año  | Título               | Personaje | Director    |
| ---- | -------------------- | --------- | ----------- |
| 2018 | Çocuklar Sana Emanet | Yeşim     | Cagan Irmak |

### Televisión
| Año           | Título                | Personaje           | Cadeña  | Notas         |
| ------------- | --------------------- | ------------------- | ------- | ------------- |
| 2011          | Derin Sular           | İrem                | Fox     | 116 episodios |
| 2013-2016     | Rosa negra (Karagül)  | Özlem Şamverdi      | Fox     | 125 episodios |
| 2016          | Hayatımın Aşkı        | Nil                 | Kanal D | 17 episodios  |
| 2018-2022     | Bir Zamanlar Çukurova | Züleyha Altun Yaman | ATV     | 141 episodios |
| 2023-presente | Şahane Hayatım        | Şebnem Gümüşçü      | Fox     | ¿? episodios  |

## Premios y reconocimientos
| Año  | Premio                                  | Categoría                                      | Trabajo               | Resultado | Notas                  |
| ---- | --------------------------------------- | ---------------------------------------------- | --------------------- | --------- | ---------------------- |
| 2014 | Ayakli Gazete TV Stars Awards           | Mejor actriz de reparto en una serie dramática | Rosa negra (Karagül)  | Ganadora  |                        |
| 2019 | Golden Palm Awards                      | Mejor actriz en una serie de televisión        | Bir Zamanlar Çukurova | Nominada  | [ 54 ]                 |
| 2019 | Pantene Golden Butterfly Awards         | Mejor actriz                                   | Bir Zamanlar Çukurova | Nominada  | [ 54 ]                 |
| 2020 | Turkey Youth Awards                     | Mejor actriz de televisión                     | Bir Zamanlar Çukurova | Nominada  | [ 54 ]                 |
| 2020 | International İzmit Film Festival       | Mejor actriz                                   | Bir Zamanlar Çukurova | Nominada  | [ 54 ]                 |
| 2021 | Ayakli Gazete TV Stars Awards           | Mejor actriz                                   | Bir Zamanlar Çukurova | Nominada  | [ 55 ]                 |
| 2023 | Nations Award Taormina - Thinking Green | Mejor actriz                                   | Bir Zamanlar Çukurova | Ganadora  | Junto con Kerem Alışık |